# 白中仁
白中仁（1960年9月—2014年1月4日）原中国中铁股份有限公司执行董事、总裁，高级工程师。

## 生平
白中仁出生于陕西省合阳县王家洼乡伏蒙村（今属百良镇），1983年9月从兰州铁道学院（今兰州交通大学）毕业后，分到铁道部第一勘测设计院（今中铁第一勘察设计院），从事铁路勘测与设计工作，先后参与了侯月铁路、宝中铁路、神朔铁路、朔黄铁路、西康铁路、西合铁路、西韩铁路、西延铁路、神延铁路等十余条中国干线的勘测与设计工作。
2007年9月起，白中仁担任中铁执行董事，2010年6月起担任公司总裁。
2014年1月，中国中铁发布公告称，白中仁于2014年1月4日因意外逝世。。近年患上抑郁症，部分原因可能是公司债务负担重，个人压力大，整宿整宿的睡不着觉而最終選擇自殺。